# ヴァンソン・ヴィネル
ヴァンソン・ヴィネル（Vincent_Vinel、1995年12月22日～）は、ブルガリアのソフィア出身のブルガリア系フランス人のシンガーソングライター。
彼は、「The Voice : La Plus Belle Voix」に出演した際のEminemのLose Yourselfのカバーで注目された。

## 経歴
ヴァンソンは2歳半の時にブルガリアで養子として引き取られた。幼い頃から視覚障害を持っていた彼は、音楽に対する天性の才能を身につけていた。
絶対音感を持ち、４歳の時から独学でピアノを学んだ。その後、音楽学院に入学しようとしたが、「誰もブライユ点字が読めない」という理由で断られた。
しかし、前向きな彼は、この失敗にもめげず、ラジオ学校（スタジオ・エコール・ド・フランス）に入りながら、音楽を続けていく。
同時期にパリの駅で設置されたストリートピアノに出会い、そこで演奏をするようになった。その時期に、サンラザール駅で、『ザ・ヴォイス』（La Plus Belle Voix7.）のキャスティングにスカウトされたのである。
彼にとって「The Voice」への参加は、「障害を持つことは決して夢を生きる妨げにはならないことを証明するチャンス」だった。彼は決勝まで進み、3位に入賞した。
彼のオーディション映像は、SNSやメディアで広くコメントされシェアされた。YouTubeでは、The Voice史上、最も視聴されたブラインドオーディションとなった。
出版会社のミシェル・ラフォンから、彼の物語を『Sortir de l'ombre』（影からの脱出）という題名の自伝として出版したいと申し出があり、2017年7月に出版された。
番組終了と同時に、ヴァンソンはユニバーサルのレーベルであるMCA,と契約した。当初2017年9月に発表される予定だった彼のファースト・シングルのリリースは延期された。2018年12月22日にYaqMusicレーベルからファーストソング「Toi et Moi」(君と僕)をリリースした。
ヴァンソンは毎週、彼のYoutubeチャンネル「Juste des moments justes」（ジャスト・モーメント・ジャスト）で新しいエピソードをアップした。これらは、彼が音楽の瞬間を共有するビデオで、時にはカバー、時には新しい楽器に挑戦したものなどで、また、自身のシングル曲とその歌詞も紹介している。
ヴァンソンはロックダウンの期間も状況に応じ、Twitchで週3回ライブを配信した。また、TikTokではカバー曲の配信もし、コミュニティを増大させている。
2019年、ナントで開催されたフランスヒューマンビートボックス選手権に、ループステーション部門で出場。圧倒的なエネルギーで会場を沸かせ、ベストショー賞を受賞した。
2023年、ヴァンソン・ヴイネルはNHK BSの特別番組『街角ピアノスペシャル～ハラミちゃんパリを行く～」に出演。パリ・リヨン駅で、日本の人気YouTuberピアニスト・ハラミちゃんと出会い、即興で連弾を披露した。クイーンの「We Will Rock You」をアレンジした演奏は、その場にいた人々の拍手喝来を浴びた。
番組では、ハラミちゃんがヴァンソンの自宅スタジオを訪問し、彼が自作した楽曲「Hourglass （アワーグラス） 」をピアノの弾き語りで披露した場面も放送された。その演奏の合間には、自身の生い立ちや視覚障害を持ちながら音楽と向き合ってきた経験についても語られ、彼の音楽に込められた想いや人生観が視聴者に深い感動を与えた。
この共演は大きな反響を呼び、番組は第39回ATP賞・ドキュメンタリー部門年間奨励賞を受賞している。

## ディスコグラフィー
2018
- Toi et Moi, 君と僕（2018 年　１２月）
- Toi et Moi 君と僕（remix d'Ajar Level), （ 2018年　１２月）

2019
- Trop vivant, （2019年　１月）
- Paradis, パラダイス（2019年　２月）
- Vivre ou Exister,（ 2019年 ４月）
- Too late,  （ 2019年 ５月）
- Tout faux,全て偽り（ 2019年 ６月）
- Romantic, （ 2019年 ８月）
- Please, （ 2019年 ９月）
- Make it rain, （ 2019年 １１月）